# Anemone uralensis
Anemone uralensis là một loài thực vật có hoa trong họ Mao lương. Loài này được Fisch. ex DC. mô tả khoa học đầu tiên năm 1824.